# Marino Amadori
Marino Amadori (Predappio, Forlì-Cesena, Emília-Romanya, 9 d'abril de 1957) és un ciclista italià, que fou professional entre 1978 i 1990. En el seu palmarès destaca la victòria al Giro del Piemont (1981), el Trofeu Matteotti, la Coppa Placci (1983), la Coppa Sabatini (1985) i la Coppa Agostoni (1986). Participà en diversos campionats del món en ruta amb l'equip nacional italià. En retirar-se com a ciclista passà a exercir tasques de director esportiu en diferents equips ciclistes. Així, entre el 2000 i el 2001 ho va fer a l'equip femení Gas Sport Team, i entre el 2002 i el 2003 al Mercatone Uno.
El 2012 va ser reconegut amb el Giro d'onore per la Federació Ciclista Italiana.

## Palmarès
- 1981
  - 1r al Giro del Piemont
  - Vencedor d'una etapa a la Tirrena-Adriàtica
- 1983
  - 1r al Trofeu Matteotti
  - 1r a la Coppa Placci
- 1985
  - 1r a la Coppa Sabatini
- 1986
  - 1r a la Coppa Agostoni
- 1987
  - 1r al Gran Premi de la indústria i l'artesanat de Larciano

### Resultats al Giro d'Itàlia
- 1978. 38è de la classificació general
- 1979. 11è de la classificació general
- 1982. 74è de la classificació general
- 1983. 68è de la classificació general
- 1985. 16è de la classificació general
- 1986. 53è de la classificació general
- 1987. 40è de la classificació general
- 1988. 26è de la classificació general
- 1989. 55è de la classificació general
- 1990. 28è de la classificació general